# Rafael Erich
Rafael Waldemar Erich (10 tháng 6 năm 1879 – 19 tháng 2 năm 1946) là chính trị gia Phần Lan thuộc Đảng Liên minh Dân tộc, giáo sư, nhà ngoại giao, và Thủ tướng Phần Lan.
Nội các thứ sáu của Cộng hoà Phần Lan, nội các Erich, từ 15 tháng 3 năm 1920 đến 9 tháng 4 năm 1921 tổng cộng 391 ngày.